# ابراهیم بن معمر
ابراهیم بن محمد بن عبدالله بن ابراهیم بن سیف بن معمر (۱۸۷۸–۱۹۵۸) از دولتمردان سعودی که به عنوان رئیس دربار سلطنتی عربستان سعودی و رئیس دربار ولیعهد مشغول به کار شد. وزیر مختار عربستان سعودی در عراق و سرانجام شهردار شهر جده (۱۹۳۷) تا زمان مرگش از دیگر عناوین ابراهیم بن معمر بوده‌است.